# Polynormande 2013
La 34e édition de la Polynormande s'est déroulée le 28 juillet 2013. Inscrite au calendrier de l'UCI Europe Tour 2013 dans la catégorie 1.1, elle est la onzième épreuve de la Coupe de France 2013.

## Parcours

### Équipes
Classé en catégorie 1.1 de l'UCI Europe Tour, la Châteauroux Classic de l'Indre est par conséquent ouvert aux UCI ProTeams dans la limite de 50 % des équipes participantes, aux équipes continentales professionnelles, aux équipes continentales et à une équipe nationale française.
| Nom de l'équipe  | Pays   | Code |
| ---------------- | ------ | ---- |
| AG2R La Mondiale | France | ALM  |
| FDJ.fr           | France | FDJ  |

| Nom de l'équipe         | Pays     | Code |
| ----------------------- | -------- | ---- |
| BigMat-Auber 93         | France   | BIG  |
| La Pomme Marseille      | France   | LPM  |
| Roubaix Lille Métropole | France   | RLM  |
| Wallonie-Bruxelles      | Belgique | WBC  |

| Nom de l'équipe              | Pays     | Code |
| ---------------------------- | -------- | ---- |
| Accent Jobs-Wanty            | Belgique | AJW  |
| Bretagne-Séché Environnement | France   | BSE  |
| Cofidis                      | France   | COF  |
| Crelan-Euphony               | Belgique | CRE  |
| Europcar                     | France   | EUC  |
| IAM                          | Suisse   | IAM  |
| Sojasun                      | France   | SOJ  |
| Topsport Vlaanderen-Baloise  | Belgique | TSV  |

## Classement final
|    | Coureur             | Équipe             |    | Temps           |
| -- | ------------------- | ------------------ | -- | --------------- |
| 1  | José Gonçalves      | La Pomme Marseille | en | 3 h 40 min 29 s |
| 2  | Matthias Brändle    | IAM                | +  | 14 s            |
| 3  | Sébastien Delfosse  | Crelan-Euphony     |    | m.t.            |
| 4  | Romain Zingle       | Cofidis            |    | m.t.            |
| 5  | Mikaël Cherel       | AG2R La Mondiale   | +  | 19 s            |
| 6  | Guillaume Levarlet  | Cofidis            | +  | 1 min 44 s      |
| 7  | Guillaume Thévenot  | Équipe de France   | +  | 1 min 47 s      |
| 8  | Yannick Martinez    | La Pomme Marseille | +  | 1 min 52 s      |
| 9  | Aleksejs Saramotins | IAM                |    | m.t.            |
| 10 | Antoine Demoitié    | Wallonie-Bruxelles |    | m.t.            |